# Михалца
Михалцата (Lota lota) е вид риба от семейство Трескови (Gadidae), единствен представител на род Михалци (Lota).

## Разпространение и местообитание
Михалцата обитава сладки води. Тя е студенолюбива риба, проявяваща активност при температура на водата, не по-висока от 10 градуса, и по тази причина през лятото е практически невъзможно да бъде уловена. За най-благоприятно време за риболова ѝ се смята студеното, неприветливо време. Вероятно заради това михалцата не е много популярна сред риболовците.
Тъй като михалцата е пришълец от студените арктически води, тя обича хладните и богати на кислород води. Най-често се среща в дълбоките ями и в тъмната крайбрежна растителност. Дъното, което предпочита, е твърдо, с тинести отлагания тук-там. Михалцата предпочита бавните и широки равнинни реки, както и големите водоеми. В горното течение на реките, както и на прекалено скалистите участъци тя не се среща. В течение на цялата година тя стои около дъното. Никога не излиза на повърхността, като води нощен начин на живот. През деня почти не се движи, докато през нощта е доста активна и дори доближава плитчините. Активността ѝ се увеличава значително след залез слънце, като пиковият момент настъпва през нощта.

## Описание
Михалцата има удължено тяло, цилиндрично в предната част, а назад – сплеснато. Главата ѝ е малка, с изпъкнали очи. Устата е със закръглени челюсти, на които има един ред малки зъби. В центъра на долната устна има един добре развит мустак. Плавникът на гърба е двоен: предният е къс, докато задният е дълъг и стига почти до опашката. Аналният плавник също е доста дълъг и обгръща задната долна част на тялото. Опашката е закръглена. Люспите са едва забележими, тъй като кожата е покрита с обилно количество слуз. Гърбът, перките и страните на михалцата са с черно-зелен цвят. По тялото са разхвърляни тъмни петна с неопределена форма. Долната част на главата, коремът и коремните плавници са бели. Младите екземпляри са черни.

## Размножаване
Полова зрялост достига към 3 – 4 години. Мръстенето става в периода декември – февруари при температура около 0 градуса. Рибите хвърлят хайвера си в плитките участъци със силно течение и пясъчно дъно, като това става групово. Женската бива съпроводена от няколко мъжки. Хайверът е плаващ, като течението го разнася на доста голяма площ. Развитието му продължава до пролетното пълноводие, като малките се излюпват през април – май. Голяма част от хайвера загива, но михалцата е плодовита риба – женските хвърлят над 140 хил. зърна. В реките, вливащи се в Северния ледовит океан, тази риба достига около метър на дължина и тегло 10 – 12 кг.

## Хранителни навици
Опитно е установено, че михалцата вижда лошо, въпреки че може да различава цветовете. Напада жертвите си от малко разстояние, прокрадвайки се бавно към нея. При това тя се ориентира с помощта на вкусовите и обонятелните органи, които ѝ позволяват да определи мястото на жертвата си. Страничната линия също играе важна роля в търсенето на храна. Колкото и да е странно, михалцата се привлича от светлината на огън или лампа на брега.
Младите екземпляри се хранят с хирономуси, червеи, хайвер, ракообразни и охлюви. Възрастните риби са отявлени хищници, които нападат всякакви дребни риби, а не рядко и собственото си поколение. Най-интензивно михалцата се храни в периода април – май, когато излиза близо до брега, причаквайки хвърлящите хайвера си по-дребни риби. С повишаването на температурите тя отива в ямите и в укрития, като дупки, коренища и др. и изпада в летаргия. С настъпването на края на лятото отново се активизира и започва усилено да се храни до настъпването на размножителния период. През него тя спира да се храни напълно, а след хвърлянето на хайвера започва отново.
Замърсяването на водите, в които живее, силно намаляват популацията на тази интересна риба.